# Westerwälder Basalthochfläche
Die Westerwälder Basalthochfläche ist eine nahezu entwaldete, weitgespannte, im Ganzen flachwellige und mäßig zertalte Basalthochfläche in durchschnittlich 550 m Höhe mit einzelnen bis über 650 m ü. NN aufsteigenden Erhebungen.
Gemeinsam mit dem Neunkhausener-Weitefelder Plateau liegt die Westerwälder Basalthochfläche im Hohen Westerwald.